# Oiampis
Os oiampis, também chamados de guarampis, Wajãpi, Wayãpi ou Waiãpi, são um povo indígena do norte da América do Sul cuja língua pertence à família linguística tupi-guarani.
No Brasil, estão distribuídos em mais de 90 pequenas aldeias situadas na Terra Indígena Waiãpi,, no centro-oeste do estado do Amapá, na região delimitada pelos rios Oiapoque, Jari e Araguari junto aos limites do Pará com o Suriname e a Guiana Francesa, entre os municípios de Pedra Branca do Amapari, Laranjal do Jari  e  Mazagão. Uma outra família habita o Parque Indígena do Tumucumaque, no estado do Pará. Outros oiampis vivem na Guiana Francesa, onde a inexistência de políticas publicas que busquem resguardar os direitos dos indígenas têm causado sérios problemas aos índios. Há, ainda, relatos da existência de um outro grupo, isolado, vivendo nas regiões montanhosas do alto Jari.
Os oiampis são os mesmos guaiapis, mencionados na região do baixo rio Xingu - sua área de origem desde o século XVII. Mantêm contato com não-índios desde meados do século XVIII.
Os Oiampis residentes no estado brasileiro do Amapá possuem a arte kusiwa, registrada como forma de expressão e patrimônio Cultural do Brasil - aprovado pelo Instituto do Patrimônio Histórico e Artístico Nacional (IPHAN) - ao lado de manifestações como o marabaixo (Amapá), o carimbó (Pará), maracatu (Pernanbuco), o  tambor de crioula (Maranhão).

## Demografia
Nos últimos 25 anos, os oiampis têm tido um crescimento populacional constante, sendo que, depois de 1973, quando se deu o contato com a Funai, a taxa de natalidade aumentou significativamente. Na época do contato, havia, no Brasil, 151 indivíduos. Quinze anos depois, somavam 310 indivíduos. No início dos anos 1990, eram 498 indivíduos no Brasil (censo de 1994) e 412 na Guiana Francesa (censo de 1992), totalizando uma população de aproximadamente 910 pessoas. Em 2009, eram cerca de 956 pessoas, segundo a Funasa. Hoje, segundo os próprios índios, são cerca de 1.300 pessoas.

## Cultura
Os oiampis destacam-se pela beleza de suas festas: a festa do milho (no inverno), a festa do mel, as danças dos peixes e, principalmente, as festas coletivas que são feitas para agradar o herói civilizador Ianejar, que, segundo suas crenças, ameaça destruir a humanidade.
A arte gráfica dos oiampis do Amapá foi declarada obra-prima do Patrimônio Oral e Imaterial da Humanidade pela Unesco: os índios desenvolveram a arte kusiwa, "que sintetiza seu modo particular de conhecer e agir sobre o mundo". Eles a utilizam como adorno para o corpo e decoração de artefatos.

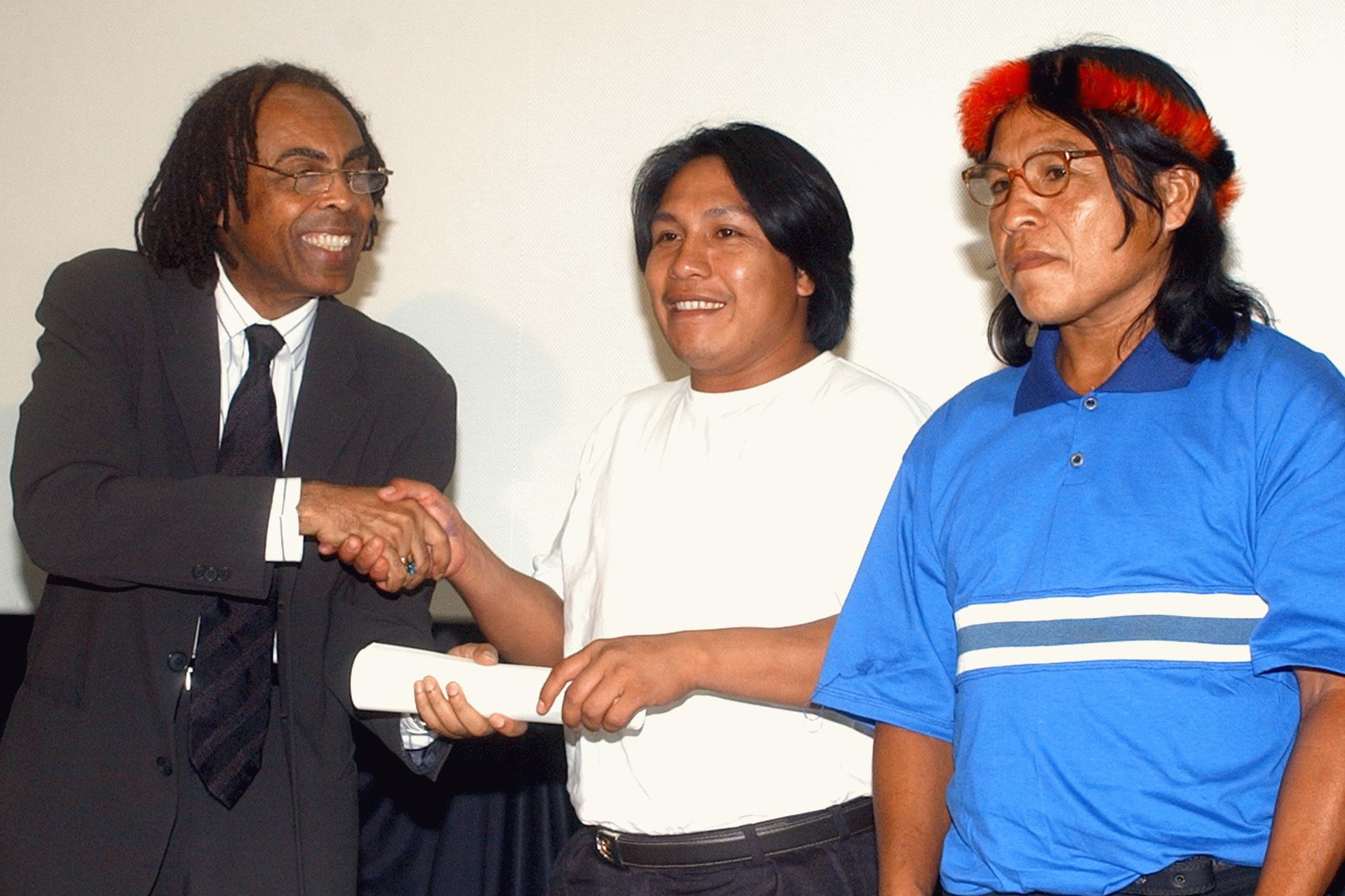
O ministro da Cultura, Gilberto Gil, entrega certificado da Unesco de proteção do Patrimônio Imaterial da Humanidade aos oiampis (2003).

Os oiampis desenvolveram uma linguagem única, que une a forma verbal à arte gráfica e à pintura e através da qual transmitem conhecimentos e significados culturais, estéticos e religiosos. Seus ornamentos, designados pelo termo Kusiwa, são aplicados com tinturas vegetais em cuja composição estão presentes sementes de urucum, gordura de macaco, suco de jenipapo verde e resinas perfumadas.
A arte Kusiwa compreende um repertório de códigos que têm como motivos mais frequentes os animais - pássaros, peixes, borboletas, cobras, jacarés, jabutis, etc. Segundo a tradição oral dos oiampis, a origem das cores e dos padrões gráficos remonta aos tempos primevos, quando surgiram os ancestrais da humanidade. Antes disso, não havia cores nem formas distintas entre os
habitantes do mundo: todos eram fisicamente iguais, sem diferenças nas suas linguagens. Mas tinham cantos e danças diferentes. Foi durante uma grande festa que coube ao demiurgo Janejar promover a separação entre homens e animais, destinando a cada um o seu espaço, organizando-se, assim, a vida em sociedade. Os futuros homens e animais exibiram seus cantos e suas danças. Uma parte desses primeiros seres, que dançavam à beira do primeiro rio, caíram na água e se transformaram em peixes. Desde então, passaram a servir de alimento para os humanos. No fundo das águas, entretanto, peixes e cobras aquáticas continuam vivendo e festejando. Somente os xamãs podem penetrar nesse domínio sem perigo.
As expressões orais e gráficas dos oiampis foram registradas pelo IPHAN como patrimônio cultural imaterial do Brasil e incluídas pela UNESCO na Lista Representativa do Patrimônio Imaterial da Humanidade.

## Demarcação de terras e ameaças
Os  oiampis só conseguiram demarcar suas terras legalmente em 1996, graças ao apoio de pesquisadores e instituições internacionais. Atualmente,  distribuem-se por uma área de  607.017 ha (cerca de 6.000 km²), dentro do Estado do Amapá.  Apesar da demarcação das terras, os oiampis são constantemente acossados por madeireiros e garimpeiros ilegais. Diante disso, decidiram descentralizar suas aldeias, como estratégia de defesa de suas fronteiras. "Decidimos há muito tempo ocupar os limites da Terra Indígena Wajãpi porque assim podemos proteger nossa terra das invasões dos não índios. Fica fácil fazer a vigilância se moramos junto dos limites. E ali temos muita caça e lugares bons para abrir nossas roças. Nós já sabemos há muito tempo que a mudança de aldeias melhora nossa saúde, porque os lugares novos têm muita fartura e nossas famílias vão se alimentar bem." 
Mas, recentemente  o governo brasileiro extinguiu a Reserva Nacional do Cobre e Associados (Renca), uma área de aproximadamente 46.450 km²  onde está incluída metade da reserva Oiampi. Isso deixou os índios furiosos. O decreto governamental acabou tendo seus efeitos suspensos, pelo menos até o final de 2017, mas o Governo ainda espera que a medida seja acatada, de modo que possa franquear às mineradoras o acesso à floresta. Os oiampis não querem nem ouvir falar do assunto, mesmo com a promessa de que suas terras serão preservadas. 
A Reserva Nacional do Cobre foi criada em 1984, no final do governo militar, dentro de uma estratégia nacionalista de proteger a área contra incursões de estrangeiros - sem que se pretendesse realmente de desenvolver a mineração na região. Dentro da Renca existem atualmente cerca de dez reservas ambientais e terras indígenas, como a dos oiampis e a comunidade de São Francisco de Iraitapuru, que vive  da extração de castanha. De fato, nenhuma mineradora teve acesso à área desde então, embora haja cerca de mil garimpeiros ilegais atuando ali, além de pistas de pouso clandestinas. Segundo o Imazon, somente uma pequena parte (10%) da área da Renca, que não é constituída de unidades de conservação e uso sustentável, poderia, eventualmente, ser explorada. 